# Ражкинський могильник
Ражкинський могильник — археологічна пам'ятка пізньої залізної доби на північній околиці сільця Ражки Нижньоломовського району Пензенської області.
Датується 2-4 сторіччями, — початкового періоду формування мордви-мокші.

## Дослідження
Могильник відкрито й частково досліджено у 1956, 1957 році експедиціями Пензенського краєзнавчого музею під керівництвом М. Р. Полєсських.

## Поховання
Розкрито 19 поховань. Поховання здійснювалися за обрядом інгумації. Померлих клали у прості могильні ями під-прямокутної форми без яких-небудь внутрішніх могильних конструкцій. Померлі покладені у витягнутому стані на спині та орієнтовані головою на північ або на схід.

## Інвентар
У Ражкинському могильнику виявлено скроневі бовкунчики з двоконічним тягарцем, кільцеві застібки, гривні, браслети, нагрудні бляхи, втульчатими сокирами, наконечниками стріл та списів. Зустрічається ліпна кераміка бурого кольору банкоподібних й горшкоподібних форм.